# Polia tiefi
Polia tiefi là một loài bướm đêm trong họ Noctuidae.